# Marie de La Cerda y de Lara
Marie de La Cerda y de Lara (1319? – 13. března 1375) se narodila jako nejmladší dcera Ferdinanda de la Cerda a jeho manželky Juany Núñez de Lara. Byla členkou Burgundsko-Ivrejské dynastie a sňatkem hraběnkou z Alençonu.

## Život
Marie byla mladší sestrou Juana Núñeze III. de Lara a Blanky de La Cerda y Lara, babičky krále Jana I. Kastilského, a dámou z Lunel.
Ve třech letech přišla Marie o otce. Matka zemřela o dvacet devět let později v roce 1351.
Mariinými prarodiči z matčiny strany byli Juan Núñez II. de Lara a jeho manželka Tereza Diaz de Haro. Prarodiči z otcovy strany byli Ferdinand de la Cerda a Blanka Francouzská, dcera krále Ludvíka IX. Francouzského a Markéty Provensálské.
V dubnu 1335 se Marie poprvé provdala v Poissy za Karla z Évreux. Byli spolu manželé pouhý rok, ale měli spolu dva syny. 5. září 1336 sedmnáctiletá Marie ovdověla.
Marie se znovu provdala tři měsíce po Karlově smrti za Karla II. z Alençonu. Pro oba to bylo druhé manželství, Karlova první manželka Johana z Joigny předchozí rok zemřela. Byli spolu devět let, když Karel v bitvě u Kresčaku zemřel.
Marie zemřela v Paříži 13. března 1375 a byla pohřbena vedle svého druhého manžela v kostele Couvent des Jacobins v Paříži.

## Potomci
S Karlem z Évreux měla Marie dva syny:
1. Ludvík I. z Étampes (1336–1400), oženil se s Johanou, dcerou Radulfa I. z Brienne.
2. Jan (1336 – po 1373, Řím)

S Karlem II. z Alençonu měla Marie několik dětí:
1. Karel III. z Alençonu (1337 – 5. července 1375, Lyon).
2. Filip z Alençonu (1338 – 1397, Řím), od roku 1356 biskup z Beauvais, později kardinál, arcibiskup z Rouenu, latinský patriarcha jeruzalémský, patriarcha aquilejský, biskup Ostia a Sabiny.
3. Petr II. z Alençonu (1340 – 20. září 1404).
4. Isabela z Alençonu (1342 – 3, září 1379, Poissy), jeptiška.
5. Robert z Alençonu (1344 – 1377), hrabě z Perche, 5. dubna 1374 se oženil s Johanou, dcerou vikomta Jana I. z Rohanu.